# Zelotes namibensis
Zelotes namibensis FitzPatrick, 2007 è un ragno appartenente alla famiglia Gnaphosidae.

## Etimologia
Il nome della specie deriva dalla Namibia, sul cui territorio sono stati rinvenuti gli esemplari, e dal suffisso latino -ensis che ne indica l'appartenenza.

## Caratteristiche
Questa specie appartiene al laetus group, la cui peculiarità è che i maschi hanno il bulbo del pedipalpo di forma allungata e l'apofisi mediana retrolaterale genera un embolus che è ricurvo frontalmente.
L'olotipo maschile rinvenuto ha lunghezza totale è di 4,16mm; la lunghezza del cefalotorace è di 2,08mm; e la larghezza è di 1,67mm.

## Distribuzione
La specie è stata reperita in Namibia: l'olotipo maschile è stato rinvenuto sui monti Ondundozonananduna.

## Tassonomia
Al 2016 non sono note sottospecie e dal 2007 non sono stati esaminati nuovi esemplari.